# Мерве Кенгер
Мерве Кенгер (тур. Merve Kenger; нар. 10 жовтня 1993) — турецька борчиня вільного стилю, бронзова призерка Європейських ігор.

## Життєпис
Боротьбою почала займатися з 2006 року. У 2008 році стала бронзовою призеркою чемпіонату Європи серед кадетів. Наступного року повторила цей результат на цих же змаганнях. У 2012 році здобула срібну медаль чемпіонату світу серед юніорів.
Виступала за спортивний клуб «Кенгер». Тренер — Сулейман Кенгер (з 2006).

## Спортивні результати на міжнародних змаганнях

### Виступи на Чемпіонатах світу
| Змагання                        | Збірна    | Вагова категорія          | Місце |
| ------------------------------- | --------- | ------------------------- | ----- |
| Чемпіонат світу з боротьби 2014 | Туреччина | жіноча боротьба, до 53 кг | 21    |
| Чемпіонат світу з боротьби 2015 | Туреччина | жіноча боротьба, до 53 кг | 32    |

### Виступи на Європейських іграх
| Змагання              | Збірна    | Вагова категорія          | Місце  |
| --------------------- | --------- | ------------------------- | ------ |
| Європейські ігри 2015 | Туреччина | жіноча боротьба, до 53 кг | Бронза |

### Виступи на Чемпіонатах світу серед студентів
| Змагання                                        | Збірна    | Вагова категорія          | Місце |
| ----------------------------------------------- | --------- | ------------------------- | ----- |
| Чемпіонат світу з боротьби серед студентів 2012 | Туреччина | жіноча боротьба, до 51 кг | 5     |

### Виступи на інших змаганнях
| Змагання                                 | Збірна    | Вагова категорія          | Місце  |
| ---------------------------------------- | --------- | ------------------------- | ------ |
| Турнір Дана Колова — Николи Петрова 2012 | Туреччина | жіноча боротьба, до 48 кг | 14     |
| Турнір Яшара Догу 2012                   | Туреччина | жіноча боротьба, до 48 кг | Бронза |
| Турнір Дана Колова — Николи Петрова 2013 | Туреччина | жіноча боротьба, до 51 кг | 7      |
| Турнір Дана Колова — Николи Петрова 2014 | Туреччина | жіноча боротьба, до 53 кг | 13     |
| Турнір Дана Колова — Николи Петрова 2015 | Туреччина | жіноча боротьба, до 53 кг | 10     |
| Кубок Алроси 2015                        | Туреччина | жіноча боротьба, до 53 кг | 4      |
| Золотий Гран-прі з боротьби 2015         | Туреччина | жіноча боротьба, до 53 кг | 15     |
| Турнір Дана Колова — Николи Петрова 2018 | Туреччина | жіноча боротьба, до 53 кг | 8      |

### Виступи на змаганнях молодших вікових груп
| Змагання                                       | Збірна    | Вагова категорія          | Місце  |
| ---------------------------------------------- | --------- | ------------------------- | ------ |
| Чемпіонат Європи з боротьби серед кадетів 2008 | Туреччина | жіноча боротьба, до 38 кг | Бронза |
| Чемпіонат Європи з боротьби серед кадетів 2009 | Туреччина | жіноча боротьба, до 43 кг | Бронза |
| Чемпіонат світу з боротьби серед юніорів 2011  | Туреччина | жіноча боротьба, до 51 кг | 15     |
| Чемпіонат Європи з боротьби серед юніорів 2012 | Туреччина | жіноча боротьба, до 51 кг | 12     |
| Чемпіонат світу з боротьби серед юніорів 2012  | Туреччина | жіноча боротьба, до 51 кг | Срібло |
| Чемпіонат Європи з боротьби серед юніорів 2013 | Туреччина | жіноча боротьба, до 51 кг | 8      |
| Чемпіонат світу з боротьби серед юніорів 2013  | Туреччина | жіноча боротьба, до 51 кг | 7      |
| Чемпіонат Європи з боротьби серед молоді 2015  | Туреччина | жіноча боротьба, до 53 кг | 9      |